# General Câmara
General Câmara é um município brasileiro do estado do Rio Grande do Sul. Fica a 76 km de Porto Alegre (capital gaúcha) e conta com cerca de 8.500 habitantes. É uma importante e histórica cidade do RS. Possui um Arsenal de Guerra que conta com os mais variados e necessários suportes para eventuais guerras.

## História
A sesmaria doada à Antônio de Brito Leme em 1754 teria sido o núcleo inicial do atual município de General Câmara. Um decênio após o povoamento, tomaria maior impulso com o estabelecimento de grande número de casais açorianos no local, vindo a formar-se o povoado de Santo Amaro. Este, já em 1773, era elevado à categoria de freguesia. A agricultura de subsistência e a pecuária garantiram prosperidade da área povoada que integrou sucessivamente os municípios de Rio Pardo, Triunfo e Taquari.
Desmembrando-se de Taquari, tornou-se a sede do município em 1881. Compreendia então os atuais municípios de Vale Verde, Passo do Sobrado e parte de Venâncio Aires. Pouco depois, em 1883, inaugurou-se a ligação ferroviária entre o povoado conhecido por Margem do Taquari e Cachoeira, com estação em Santo Amaro. Por razões de segurança, foi feita a transferência do Arsenal de Guerra de Porto Alegre, próximo à Praça da Harmonia para Margem do Taquari com envio de efetivos militares para Margem do Taquari. Por não ter Santo Amaro apoiado as tropas getulistas que derrubaram o então Presidente do Estado Flores da Cunha, transferiu-se a sede municipal para aquele povoado e "Margem" foi a nova designação do município. Sem nenhum ato oficial, quer da Câmara ou do Executivo, só com a mudança da sede municipal no organograma que era publicado anualmente pelo Governo do Rio Grande do Sul. Tal designação, no mesmo ano (1939), seria mudada para o atual nome de General Câmara.

## Geografia
Localiza-se a uma latitude 29º54'18" sul e a uma longitude 51º45'37" oeste, estando a uma altitude de 35 metros. Sua população estimada em 2004 era de 8 655 habitantes.